# Кальян-Домбівлі
Кальян-Домбівлі (англ. Kalyan-Dombivli) — муніципальна корпорація в індійському штаті Махараштра з центром у місті Кальян; супутник міста Мумбаї. Муніципальна корпорація була утворена у 1982 році для спільного керування містами-близнюками Кальян і Домбівлі (Домбівалі).
Через високий рівень освіти, місто називають другою столицею штату (після Пуне). Кальян був відомим портом зі стародавніх часів, згадки про нього містяться навіть у давньогрецьких рукописах. Місто було важливим портом держави царя Шіваджі.